# Бу-Али, Камель
Камель Бу-Али (род. 6 декабря 1958 Тунис, Тунис) — тунисский боксёр-профессионал, который выступал во второй полулёгкой и первой полусредней весовых категориях. Чемпион мира по версии WBO (9 декабря 1989 — 21 марта 1992) и претендент на титул чемпиона мира по версии WBA (1985).

## Карьера
Камель Бу-Али дебютировал на профессиональном ринге 15 декабря 1977 победив единогласным судейским решением Анжело Эмили. В пятом и шестом поединках потерпел поражения по очкам, от Хуана Карлоса Альвареса и Анжело Биззарро. 27 января 1985 года, провёл свой 21-й поединок на профессиональном ринге (на тот момент на счету Бу-Али было 17 побед, 2 поражения и 1 ничья), который стал для него первым титульным. На кону стоял титул чемпиона мира по версии WBA во втором полулёгком весе, а его соперником был тогдашний чемпион — американский боксёр Рокки Локридж (35-3). 
Поединок завершился в 6-м раунде победой Локриджа техническим нокаутом. 31 августа 1988 года в поединке за титул интернационального чемпиона по версии WBC  победил техническим нокаутом англичанина Роберт Дики (19-1-2) и выиграл титул. 14 апреля 1989 года провёл единственную защиту титула против непобеждённого аргентинца Мануэля Альберто Биллальба (21-0-3), победив того судейским решением. 
9 декабря 1989 года нокаутировал пуэрто-риканского чемпиона мира  во втором полулёгком весе по версии WBO, Антонио Риверу и выиграл титул чемпиона мира. 22 сентября 1990 года провёл рейтинговый бой против чилийца Педро Виллегаса (14-4-5), который завершился вничью. После чего, 20 октября того же года между боксёром состоялся реванш, однако этот поединок был признан несостоявшимся. 1 июня 1991 года во второй раз защитил чемпионский титул победив техническим нокаутом британского спортсмена Джои Джейкобса. 21 марта 1992 года провёл третью защиту титула против француза Даниэля Лондаса, проиграв тому решением большинства судей, утратил титул. 
6 октября 1993 года провёл свой последний поединок в карьере, проиграв техническим нокаутом в 7-м раунде южноафриканскому боксёру Яну-Питу Бергману в бою за титул интернационального чемпиона по версии WBC в первом полусреднем весе.